# Göran Arnberg
Lars Göran Mikael Arnberg (ur. 1 sierpnia 1957 w Borlänge) – szwedzki piłkarz występujący na pozycji obrońcy.

## Kariera klubowa
Arnberg karierę rozpoczynał w 1976 roku w czwartoligowym zespole Kvarnsvedens IK. W 1977 roku przeszedł do trzecioligowego IK Brage. W tym samym roku awansował z nim do drugiej ligi, a w 1979 roku do pierwszej. W 1980 roku wraz z zespołem dotarł do finału Pucharu Szwecji, przegranego jednak z Malmö FF. W pierwszej lidze występował z Brage przez 11 sezonów, po czym spadł z niej w 1990 roku. Wrócił do niej jeszcze na sezon 1993, a następnie ponownie spadł do drugiej ligi. W 1996 roku Arnberg zakończył karierę.

## Kariera reprezentacyjna
W reprezentacji Szwecji Arnberg wystąpił jeden raz, 1 marca 1981 w przegranym 1:2 towarzyskim meczu z Finlandią. W 1988 roku został powołany do kadry na letnie igrzyska olimpijskie, zakończone przez Szwecję na ćwierćfinale.